# Noyau (fruit)
Pour les articles homonymes, voir noyau.

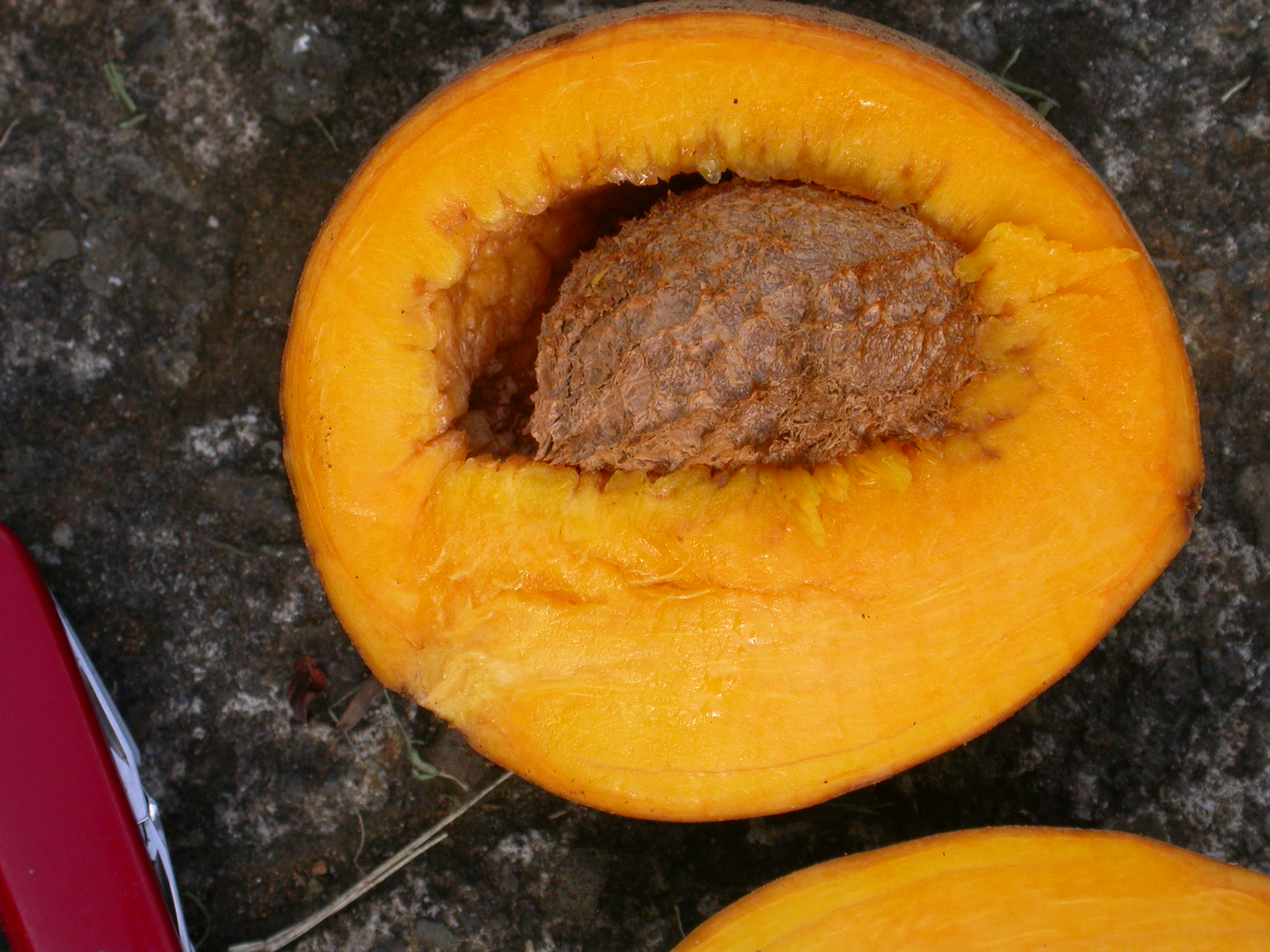
Noyau d'un abricot des Antilles, non adhérent à la pulpe.

En botanique, le noyau est la partie centrale, dure, d'une drupe ou fruit à noyau. On oppose le noyau au pépin de la baie. Un noyau a une enveloppe dure en lignine (principal composant du bois) alors que le pépin est considéré comme une graine nue (enveloppe non rigide).
Morphologiquement le noyau comprend deux parties :
- l'enveloppe sclérifiée qui résulte de la transformation de l'épiderme interne de l'ovaire ou endocarpe ;
- l'amande, qui se trouve à l'intérieur du noyau, et qui est la graine, résultant de la transformation de l'ovule après fécondation.

Une drupe peut contenir un ou plusieurs noyaux (ex. la cerise du caféier).[réf. souhaitée]
Dans le cas de la datte, on appelle couramment « noyau » ce qui est en fait la graine elle-même sclérifiée, sans enveloppe. Botaniquement, il s'agit donc  d'un pépin, et non d'un noyau. La datte est donc une baie.
Certains noyaux constituent des fruits secs comestibles : la noix, la pacane, l'amande… D'autres sont consommés avec le reste du fruit : la framboise, la mûre (ronce)… Voir aussi liste de fruits à noyau.